# Soronkina
Soronkina est une commune rurale située dans le département de Loropéni de la province du Poni dans la région Sud-Ouest au Burkina Faso.

## Géographie
Soronkina se trouve à environ 8 km sud-ouest du centre de Loropéni, le chef-lieu du département, et à 4 km au sud de la route nationale 11.

## Économie
Le village se trouve à proximité des ruines de Loropéni et à ce titre bénéficie de quelques retombées touristiques qui y sont liées.

## Santé et éducation
Le centre de soins le plus proche de Soronkina est le centre de santé et de promotion sociale (CSPS) de Loropéni tandis que le centre médical se trouve à Kampti et que le centre hospitalier régional (CHR) de la province est à Gaoua.